# Cauchys integralkriterium
Cauchys integralkriterium används inom matematiken till att avgöra om en talserie är konvergent eller divergent genom att jämföra med motsvarande integral.
Om {\displaystyle f(x)\ } är positiv, kontinuerlig och avtagande på intervallet {\displaystyle [1,\infty ]} gäller att
{\displaystyle \sum _{k=1}^{\infty }f(k)\ } är konvergent om och endast om {\displaystyle \int _{1}^{\infty }f(x)\;dx\ } är det

## Bevis
Eftersom f(x) är avtagande gäller {\displaystyle f(x)\leq f(k)\ } om {\displaystyle x\geq k\ }. Alltså gäller
{\displaystyle \int _{k}^{k+1}f(x)\;dx\leq \int _{k}^{k+1}f(k)\;dx=\left[f(k)\cdot x\right]_{k}^{k+1}=f(k).}
{\displaystyle \int _{1}^{\infty }f(x)\;dx=\sum _{k=1}^{\infty }\int _{k}^{k+1}f(x)\;dx\leq \sum _{k=1}^{\infty }f(k)}
Dvs om serien är konvergent är integralen konvergent
På samma sätt gäller
{\displaystyle \int _{k}^{k+1}f(x)\;dx\geq \int _{k}^{k+1}f(k+1)\;dx=\left[f(k+1)\cdot x\right]_{k}^{k+1}=f(k+1).}
{\displaystyle \int _{1}^{\infty }f(x)\;dx=\sum _{k=1}^{\infty }\int _{k}^{k+1}f(x)\;dx\geq \sum _{k=1}^{\infty }f(k+1)=\left(\sum _{k=1}^{\infty }f(k)\right)-f(1)}
Dvs om integralen är konvergent är serien konvergent
Alltså är serien konvergent om och endast om integralen är konvergent

## Exempel

### Denharmoniska serien
{\displaystyle \sum _{k=1}^{\infty }{\frac {1}{k}}={\frac {1}{1}}+{\frac {1}{2}}+{\frac {1}{3}}+{\frac {1}{4}}+\ldots } är konvergent om och endast om {\displaystyle \int _{1}^{\infty }{\frac {1}{x}}\;dx\ } är det. Detta är dock inte fallet, eftersom
{\displaystyle \int _{1}^{\infty }{\frac {1}{x}}\;dx=\left[\ln x\right]_{1}^{\infty }=\infty \ }